# Општина Рошиори (Браила)
Рошиори (рум. Roşiori) општина је у Румунији у округу Браила.
Oпштина се налази на надморској висини од 37 m.